# 목황후
목황후 오씨(穆皇后 吳氏, ? ~ 245년)는 촉한의 황후로, 소열제의 아내이다. 진류군 출신으로, 촉한의 거기장군 오의의 누이동생이다.

## 생애
일찍이 고아가 되었으나, 목황후의 부친이 유언(劉焉)과 막역한 사이었기에 유언에게 의지했다. 목황후의 상이 귀인의 상이었기 때문에 유언이 자신의 아들 유모(劉瑁)와 혼인시켰다. 유모가 광증(狂症)으로 사망하자 과부로 혼자 기거했다. 유비가 익주(益州)를 제패하였으나 부인들이 모두 사망하거나 부재중인 상태였기 때문에 신하들의 권유에 따라 목황후와 혼인하였다. 목황후 오씨는 유비와의 사이에서 유영과 유리를 낳았다.
건안 24년(219년)에 한중왕후(漢中王后)에 책봉되었고, 장무 1년(221년) 5월에 황후에 올랐다. 건흥 원년(223년) 5월에는 유선의 즉위에 따라 황태후가 되었다.
연희 8년인 245년에 세상을 떠났고, 유비의 혜릉(惠陵)에 합장되었다.

## 같이 보기
- 삼국지 인물 목록